# Libnotes (Goniodineura) perluteola
Libnotes (Goniodineura) perluteola is een tweevleugelige uit de familie steltmuggen (Limoniidae). De soort komt voor in het Oriëntaals gebied.